# 金明東
金 明東（キム・ミョンドン、朝鮮語: 김명동、1902年または1903年11月25日 - 1950年）は、日本統治時代の朝鮮の独立運動家、大韓民国の政治家。制憲・第2代韓国国会議員。本貫は安東金氏。
父は洪州義兵を主導した金福漢。

## 経歴
忠清南道公州郡（現・公州市）出身。私塾で漢文を学んだ。1919年の三・一運動に参加したほか、1927年より新幹会幹事・中央常務執行委員・大会準備委員会財務部部員、洪城労働組合組織委員長、公州治安維持会委員長、大韓中央協議会総本部総務、反託国民総動員委員会中央常務実行委員、民族統一総本部公州郡事務局長、朝鮮儒教テドン社中央執行委員などを務めた。大韓独立促成国民会の発足に関わった一人でもある。1948年の初代総選挙に公州甲選挙区から無所属で立候補して当選し、1950年の第2代総選挙に公州乙選挙区から大韓国民党の候補として当選した。しかし、反民特委調査委員を務めた時の収賄・業務上横領の容疑により制憲国会議員任期末から第2代国会議員の任期中に収監と釈放を繰り返し、1950年1月に懲役1年、執行猶予3年、同年6月に懲役1年の刑をそれぞれ言い渡された。すぐに国会の釈放要求決議により再び釈放されたが、同年に議員在任中に死亡したと見られる。